# Blacksmith Scene
Blacksmith Scene (znany też jako Blacksmith Scene #1 oraz Blacksmithing Scene; pol. Kowalska scenka) jest amerykańskim krótkometrażowym czarno-białym filmem niemym z roku 1893 w reżyserii Williama K.L. Dicksona, szkocko-francuskiego wynalazcy, któremu przypisuje się zbudowanie kamery filmowej.
Ma swoje miejsce w historii kinematografii jako pierwszy film wyświetlany publicznie z użyciem kinetoskopu, było to 9 maja 1893 roku. Jest to również najwcześniejszy przykład "aktorów" odtwarzających role w filmie. W roku 1995 został dodany do National Film Registry, jest na tej liście najstarszym obrazem.

## Fabuła
Cała scena jest kręcona nieruchomą kamerą. Na ekranie widać duże kowadło z kowalem znajdującym się za nim i dwoma kolejnymi po obu jego stronach (role kowali zagrali pracownicy Edisona). Kowal w środku wyciąga metalowy pręt z paleniska i umieszcza go na kowadle. Wszyscy trzej zaczynają rytmiczne kucie. Po kilkunastu uderzeniach ponownie wkładają pręt do ognia. Jeden z kowali wyciąga butelkę piwa, wypija, po czym podaje swoim kompanom. Po tej krótkiej przerwie wracają do pracy.

## Produkcja
Film został wyprodukowany przez Edison Manufacturing Company, gdzie jeden z pierwszych pionierów kina William K.L. Dickson tworzył filmy już od 1890 roku. Obraz w całości nakręcono – najprawdopodobniej w kwietniu 1893 roku – w studiu Black Maria w West Orange w stanie New Jersey w USA, które jest określane za "pierwsze amerykańskie studio filmowe", po raz pierwszy pokazano publicznie wykorzystując kinetoskop w Brooklyn Institute 9 maja 1893.
Według Internet Movie Database Blacksmith scene został nakręcony na taśmie 35 mm z proporcjami boków obrazu 1.33 : 1.

## Obsada
- Charles Kayser jako kowal
- John Ott jako kowal

## Nagrody i nominacje
| Rok  | Nagroda                             |
| ---- | ----------------------------------- |
| 1995 | włączenie do National Film Registry |

## Obecny status
Ocalała kopia filmu na taśmie 35 mm została znaleziona w Henry Ford Museum. Ta kopia stała się podstawą negatywu przechowywanego w archiwum filmowym Museum of Modern Art. Kolejną kopię można także znaleźć w Edison National Historic Site, zarządzanym przez National Park Service. Ponieważ film był wyprodukowany przed rokiem 1923, prawa autorskie do niego wygasły i jest on legalnie udostępniany w Internecie.